# Тухольські бори
Тухольські бори (пол. Bory Tucholskie, каш. Tëchòlsczé Bòrë, нім. Tucheler Heide) – один з найбільших комплексів соснових борів у Польщі. Займає приблизно 3 тис. км2 зандрів в басейні річок Брда i Вда та Тухольської i Хажиковської рівнин. Завдяки цим лісам отримав свою назву також фізико-географічний мезорегіон Тухольські бори, розташований у східній частині комплексу, та низка поверхневих природоохоронних форм: національний парк, біосферний резерват (заповідник), одна з територій мережі охоронних ділянок Natura 2000, a також рекламний лісовий комплекс. Тухольські бори також дали назви окремим системам територіального геоботанічного розподілу, наприклад, округ Борів Тухольських (за системою геоботанічного поділу Польщі вченими В. Шафером і С. Зажицьким, або район Борів Тухольських за системою лісоподілу Польщі Леоном Мрочкевичем.

## Територія
Тухольські бори ростуть переважно на зандрових пісках Тухольської і Хажиковської рівнин, дещо перетинаючи південну частину Кашубського озера. Рельєф був сформований під час останнього льодовикового періоду. Окрім зандр на території наявні моренні пагорби, канави, дюни, річкові долини тощо. Наявні багато лісових озер, з них 40 площею більше 1 км2. Найбільші річки, що течуть у борах, — це Брда і Вда, менші — Клонєчніца, Збжица, Черска Струґа та Млошєніца.

## Стихійні лиха
Територія Тухольських борів часто зазнавала порушень через стихійні лиха. У ХІХ столітті найбільшим лихом були пожежі, в ХХ столітті — масові спалахи шкідників, такі як совка соснова або шовкопряд-монашка. В ХХІ столітті до них долучилися торнадо: наприклад, 14 липня 2012 року було знищено 550 га лісів, особливо у Требчинській лісовій зоні.
1. ↑  Kondracki Jerzy. Geografia Polski: Mezoregiony fizyczno-geograficzne / Jerzy Kondracki. — Warszawa: Wydawnictwo Naukowe PWN, 1994. — ISBN 83-01-11422-3